# Waidhofener Verband

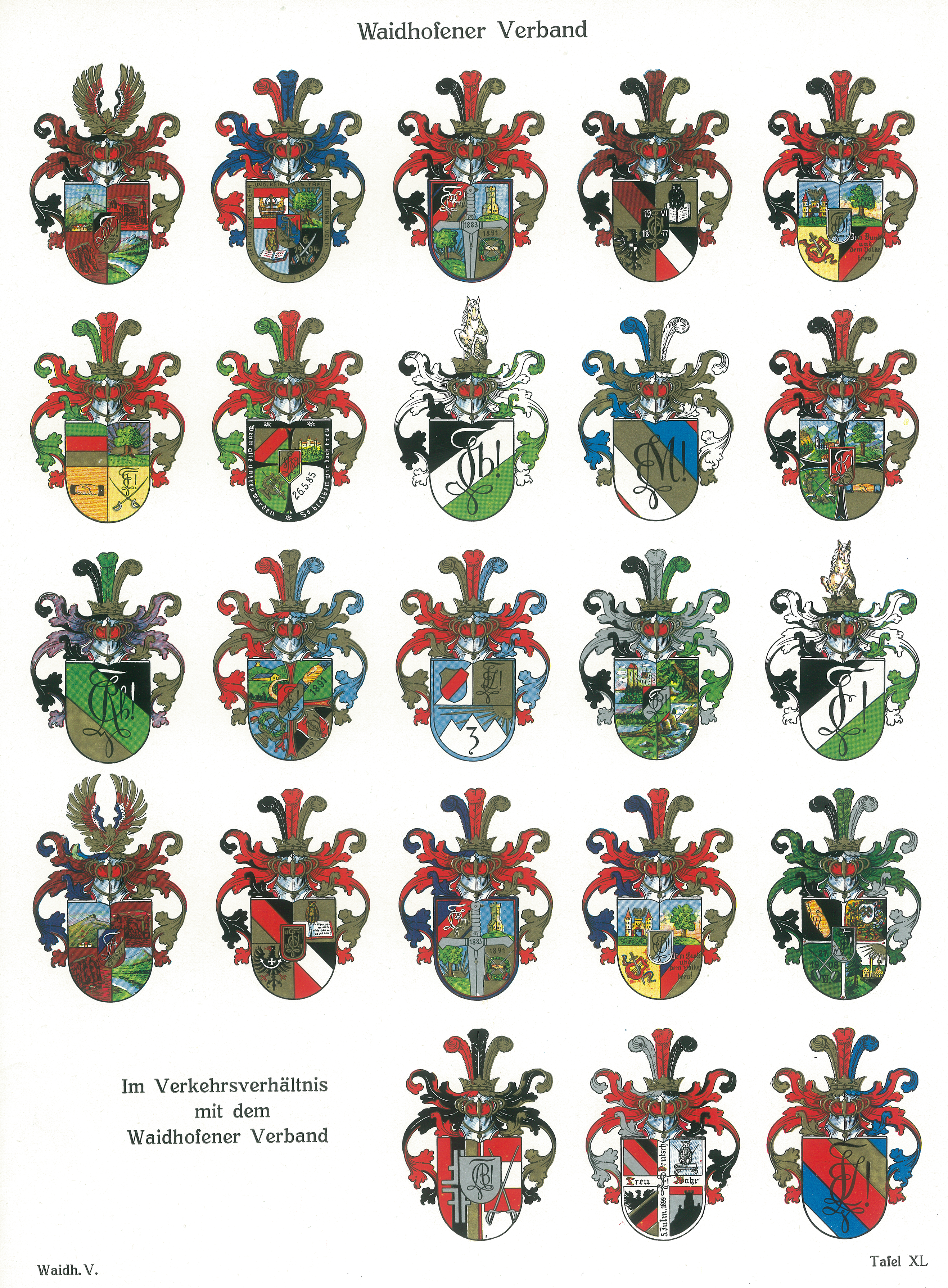
Bünde des Waidhofener Verbandes

Der Waidhofener Verband der wehrhaften Vereine Deutscher Studenten in der Ostmark (WV) war ein Korporationsverband deutsch-völkischer Studentenverbindungen in Österreich. Er bestand von 1890 bis 1938 und war maßgeblich an der Entstehung und Formulierung des antisemitischen Waidhofener Prinzips beteiligt. Mit dem Bund deutscher Studenten bestand bis 2004 ein Nachfolger.

## Geschichte

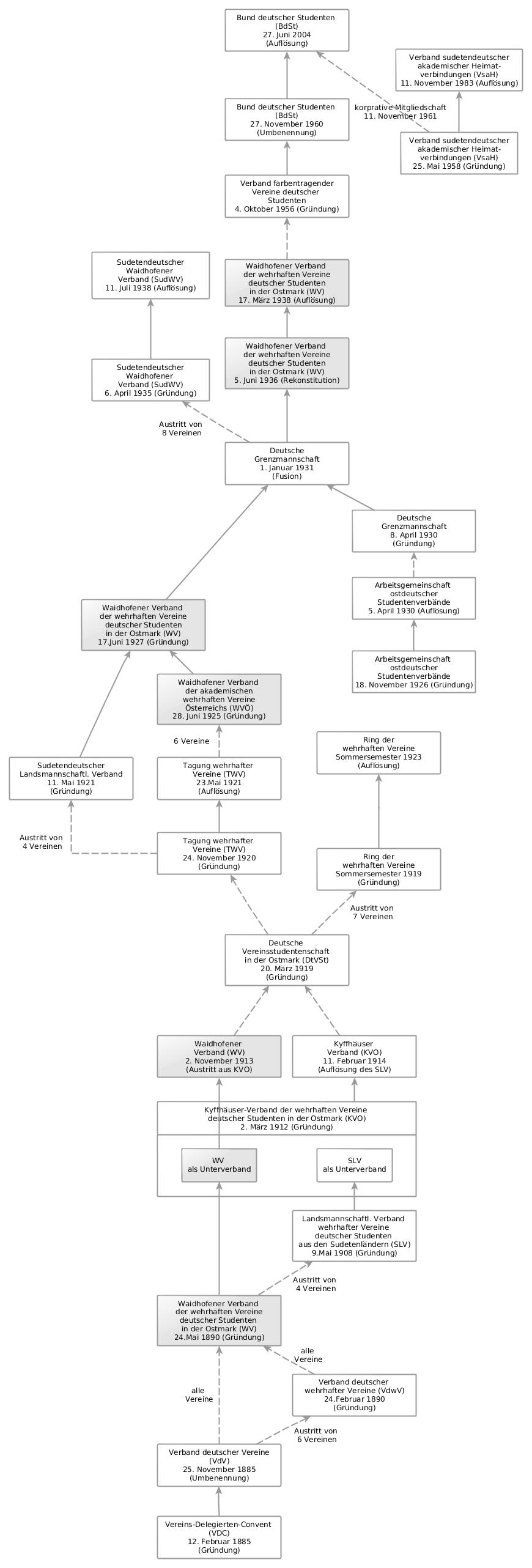
Geschichte des Waidhofener Verbandes mit Vorgänger- und Nachfolgeorganisationen

Im ideologischen Umfeld Georg von Schönerers gründete sich 1885 der Vereins-Delegierten-Convent als Zusammenschluss von Wiener Studentenvereinen. In den Folgejahren traten weitere Vereine bei, spalteten sich in einen eigenen Verband ab und schlossen sich schließlich am 24. Mai 1890 in Waidhofen an der Ybbs im Waidhofener Verband der wehrhaften Vereine deutscher Studenten in der Ostmark zusammen. Im März 1896 führte der WV das Waidhofener Prinzip ein, an dessen Formulierung verschiedene Mitgliedsvereine des WV maßgeblich beteiligt waren. Als Reaktion wurde im Mai 1896 der Verband durch die staatlichen Behörden aufgelöst. Im Jahr 1912 wurde der WV mit dem Landsmannschaftlichen Verband wehrhafter Vereine deutscher Studenten aus den Sudetenländern zusammengeführt, trennte sich 1913 wieder, um sich 1919 erneut zusammenzuschließen, diesmal unter dem Namen Deutsche Vereinsstudentenschaft in der Ostmark.
In den 1910er und 1920er Jahren schlossen sich viele der Vereine den größeren waffenstudentischen Korporationsverbänden der Burschenschaften, Landsmannschaften und Corps an. Dort bildeten die vormaligen Vereine dann oftmals den radikal-nationalen Flügel des jeweiligen Verbandes. Innerhalb der Deutschen Burschenschaft bildeten etwa die ehemaligen Vereine Alania, Gothia, Hubertus, Ostmark und Silvania Wien, Ostmark und Rhaetogermania Graz gemeinsam mit der Burschenschaft Germania Innsbruck am 24. September 1922 den Schwarz-Weiß-Roten Verband, der sich besonders für die strikte Durchsetzung des Waidhofener Prinzips („Dem Juden keine ritterliche Genugtuung“) einsetzte.
Es folgten weitere Umbenennungen und Abspaltungen des verbliebenen vereinsstudentischen Verbandes, die am 17. Juni 1927 in der Wiederbegründung als Waidhofener Verband mündeten. Im Jahr 1931 fusionierte der WV mit der Deutschen Grenzmannschaft, war ab 1936 wieder eigenständig und löste sich schließlich am 17. März 1938 auf, wenige Tage nach dem Anschluss Österreichs an das Deutsche Reich.

## Mitglieder
Personen der Waidhofener Zeit mit ihrer Vereinszugehörigkeit (in Klammern)
- Anton Apold (1877–1950), Generaldirektor der Alpine Montangesellschaft sowie Unterstützer und Mitglied der NSDAP (Cruxia Leoben)
- Franz Ballner (1870–1963), österreichischer Arzt, Bakteriologe und Hygieniker (Nordmähren Wien, seit 1952 Sudetia)[5]
- Franz J. Beranek (1902–1967), deutscher Sprachwissenschaftler (Saxonia Prag)[6]
- Ludwig Bittner (1877–1945), Archivar und Historiker (Arminia Wien)
- Adolf Braun (1862–1929), österreichisch-deutscher Journalist und Politiker der SPD (Philadelphia Wien, 1887 ausgetreten)[7]
- Fritz Czermak (1894–1966), österreichisch-mährischer Jurist und deutscher Politiker (GB/BHE, später FDP) (Nordmähren Wien, seit 1952 Sudetia)[8]
- Franz Dinghofer (1873–1956), Richter, Dritter Nationalratspräsident und Vizekanzler (Ostmark Graz)
- Adolf Eigl (1883–1958), Landeshauptmann von Oberösterreich (Oberösterreichische Germania Wien)
- Ferdinand Grimm (1869–1948), Finanzminister der Republik Österreich 1920–1921 (Ostmark Wien)
- Karl Innerebner (1870–1970), Bauingenieur und Bauunternehmer (Tiroler Hochschüler Graz)
- Rudolf Jugoviz (1868–1932), Forstwissenschaftler (Silvania Wien)
- Kurt Knoll (1889–1959), österreichischer Linguist und SS-Standartenführer (Oppavia Wien)[9]
- Hans Koch (1894–1959), lutherischer Theologe, Osteuropahistoriker (Wartburg Wien)
- Ferdinand Krackowizer (1851–1929), Arzt, Heimatforscher und Bürgermeister von Gmunden (Oberösterreichische Germania Wien)
- Josef Pfitzner (1901–1945), sudetendeutscher Historiker und nationalsozialistischer Kommunalpolitiker (Oppavia Prag)[10]
- Eduard Pichl (1872–1955), Bergsteiger, Biograph Georg von Schönerers (Gothia Wien)
- Theodor Georg Rakus (1869–1929), österreichischer Studentenführer, Arzt und Gesandter (Philadelphia Wien).[11]
- Othmar Rieger (1904–1966), Germanist, Lehrer und Dichter (Ostmark Wien)
- Theodor Rittler (1876–1967), Rechtsanwalt (Oberösterreichische Germania Wien)
- Heinrich von Srbik (1878–1951), Historiker und Reichstagsabgeordneter der NSDAP (Gothia Wien)
- Joseph Maria Stowasser (1854–1910), Altphilologe (Oppavia Wien)
- Wilhelm Türk (1871–1916), österreichischer Hämatologe (Oppavia Wien)[12]
- Karl Wache (1887–1973), Bibliothekar, Schriftsteller sowie Schulungs- und Kreisstellenleiter der NSDAP im Gau Wien (Hilaritas Wien)
- Hans Watzlik (1879–1948), Schriftsteller (Landsmannschaft Böhmerwald Prag)
- Friedrich Wichtl (1872–1921), österreichischer deutschnationaler Politiker und Reichsratsabgeordneter (Arminia Wien)[13]

- Hans Zötl (1846–1938), Jurist und Heimatforscher (Oberösterreichische Germania Wien)

## Mitgliedsverbindungen und -vereine
Dem WV gehörten folgende Verbindungen und Vereine an:

### Brünn
- V.D.St. „Sudetia“
- V.D.St. „Cheruscia“
- V.D.St. „Zips“

### Graz
- Graecensia
- Oberösterreicher und Salzburger Studenten (später Burschenschaft Ostmark in der DBÖ, 1956 vertagt)
- Tauriska (heute: Akademische Sängerschaft Tauriska zu Klagenfurt im VTaK)
- Techniker-Club (aufgegangen in der Akademischen Burschenschaft Allemannia Graz in der DB)
- Tiroler Hochschüler (heute: als Burschenschaft Rhaetogermania 1967 fusioniert mit der Grazer akademischen Burschenschaft Cheruskia in der DB)

### Innsbruck
- Pappenheimia (aufgegangen in der Akademischen Burschenschaft Suevia zu Innsbruck in der DB und der Wiener akademischen Burschenschaft Bruna Sudetia in der DB)

### Leoben
- Cruxia (gegr. 1884 als Kreuzgesellschaft, 1890 Deutsch-akademischer Verein Cruxia und Gründungsmitglied des WV, 1892 Deutsch-akademische Verbindung Cruxia, 1899 Austritt aus dem WV, seit 1913: Leobner akademische Burschenschaft Cruxia, heute DB)[14]
- Deutscher Leseverein, ab 1902 Verein Deutscher Studenten Erz (heute: Corps Erz im KSCV)

### Prag

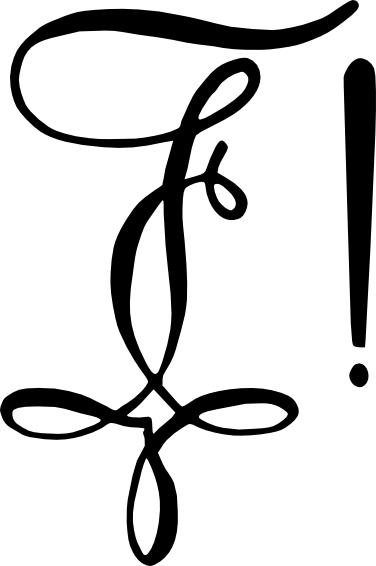
Saxonia Prag

- Asciburgia (heute: Verein deutscher Studenten Asciburgia zu Mainz)
- Böhmerwald (heute: Alte Prager Landsmannschaft Böhmerwald zu Linz im CC)
- Egerländer Landtag (fusioniert mit Oppavia Prag zu Alte Prager Landsmannschaft Egerländer Landtag et Oppavia im CC, seit 1998 vertagt)
- Franken (als Prager Burschenschaft der Franken dem ADB beigetreten, 1950 in München rekonstituiert, 1955 aufgegangen in der Münchener Burschenschaft Arminia, seit 1977 Münchener Burschenschaft Arminia-Rhenania)
- Grube (Verein Deutscher Hochschüler an der Bergakademie Příbram, zum Teil aufgegangen im Verein Deutscher Studenten Aachen-Breslau II im VVDSt)
- Nordmährer zu Prag u. Wien (nach der Fusion mit dem Verein Deutscher Studenten Sudetia heute Verein Deutscher Studenten Sudetia zu Wien und München im VTaK)
- Oppavia zu Prag u. Wien (als Landsmannschaft Oppavia Wien-Prag seit 1918 in Marburg/Lahn, 1972 vertagt, 1990 fusioniert mit Egerländer Landtag München zu Alte Prager Landsmannschaft Egerländer Landtag et Oppavia zu München im CC, seit 1998 vertagt)
- Ostschlesier-Sudetia zu Prag u. Wien (heute durch Fusion in: Alte Prager Landsmannschaft Hercynia zu Frankfurt im CC)
- Saxonia (heute: Bund deutscher Studenten Saxonia Prag zu Nürnberg)
- Sudeten zu Tetschen-Liebwerd (1962 Fusion des Altherrenverbandes mit der Vereinigung deutscher Studenten Markomannen Regensburg, seit 1972 vertagt)
- Zips

### Wien
- Aldania (1925–1933 Wehrschaft Aldanen Wien in der DW, heute: Burschenschaft Aldania Wien in der DB)
- Arminia (gegründet als Amicitia, 1896–1901 im WV, 1910 Burschenschaft Alania, 1955 mit der Burschenschaft Ostmark in der DBÖ fusioniert, 1972 als Akademische Burschenschaft Alania Wien vertagt)
- Asciburgia (heute: Verein deutscher Studenten Asciburgia zu Mainz)
- Cremsiria
- Cheruscia (ab 1923 Corps Cheruscia im KSCV, 1989 erloschen)
- Deutschböhmen (1892 in Hercynia umbenannt, s. u.)
- Deutsche Lesehalle an der technischen Hochschule
- Frankonia
- Oberösterreichische Germania (gegr. 1861 als Gymnasiastenverbindung in Linz, 1867 Oberösterreichisch-akademischer Verein Germania Wien, 1907 Oberösterreichische akademische Landsmannschaft Germania, seit 1923 Akademische Burschenschaft Oberösterreicher Germanen in Wien in der DB)[15]
- Gothia (gegründet als Verein Deutscher Hochschüler, heute: Wiener akademische Burschenschaft Gothia in der DB)
- Gotia
- Hercynia (heute durch Fusion: Akademische Grenzlandsmannschaft Cimbria zu Wien im CC)
- Hilaritas (1934 als Corps Hilaritas Wien in den KSCV aufgenommen, 1961 aufgegangen im Corps Saxonia Wien im KSCV)
- Hohenstaufen
- Hubertus (1936 als Burschenschaft Hubertus in der Burschenschaft Alemannia aufgegangen, 1970 vertagt)
- Lentia
- Merowinger
- Nordmährer (nach der Fusion mit dem Verein Deutscher Studenten Sudetia heute Verein Deutscher Studenten Sudetia zu Wien und München im VTaK)
- Normannia (heute durch Fusion: Akademische Grenzlandsmannschaft Cimbria zu Wien im CC)
- Oppavia zu Prag und Wien (als Landsmannschaft Oppavia Wien-Prag seit 1918 in Marburg/Lahn, 1972 vertagt, 1990 fusioniert mit Egerländer Landtag Prag zu München zu Alte Prager Landsmannschaft Egerländer Landtag et Oppavia zu München im CC, seit 1998 vertagt)
- Ostmark (gegr. 27. Oktober 1887, 1889 WV, 1896 behördlich verboten und als Melicia fortgeführt, 3. August 1921 Akademische Burschenschaft Ostmark Wien in der DB, 23. April 1955 in der Akademischen Burschenschaft Alania Wien in der DBÖ aufgegangen)
- Ostschlesier-Sudetia (heute durch Fusion in: Alte Prager Landsmannschaft Hercynia zu Frankfurt im CC)
- Philadelphia (heute: Verein Deutscher Studenten zu Wien „Philadelphia“ im VVDSt)
- Rabenstein (heute durch Fusion: Akademische Grenzlandsmannschaft Cimbria zu Wien im CC)
- Salzburger (nach der Fusion mit der Akademischen Landsmannschaft der Salzburger zu Salzburg heute Akademische Landsmannschaft der Salzburger zu Salzburg (zu Wien 1884) im CC)
- Saxo-Cheruscia
- Scotia
- Silvania (ab 1914 Burschenschaft Silvania, 1971 vertagt)
- Turold
- Waltharia (ab 1963 Landsmannschaft Waltharia im ÖLTC, 1967 vertagt)
- Wartburg (Verein deutscher evangelischer Theologen Wartburg, heute: Akademische Verbindung Wartburg zu Wien im VTaK)

## Deutsche Grenzmannschaft
1926 als Arbeitsgemeinschaft ostdeutscher Studentenverbände gegründet, 1930 aufgelöst und 1931 als Deutsche Grenzmannschaft wiederbegründet. Am 1. Januar 1931 mit dem Waidhofener Verband der wehrhaften Vereine in der Ostmark zur Deutschen Grenzmannschaft fusioniert. 1935 Austritt von acht Vereinen, die sich als Sudetendeutscher Waidhofener Verband konstituieren. Reichsdeutsche Korporationen vertagen sich aufgrund des Gleichschaltungsdrucks 1935/36. Der aus österreichischen Bündern bestehende Restverband konstituiert sich am 5. Juni 1936 abermals als Waidhofener Verband der wehrhaften Vereine in der Ostmark (WV).

### Breslau
Siehe auch: Liste der Studentenverbindungen in Breslau
- Grenzmannschaft Altpreußen (1956 Aufnahme der verbliebenen 13 Alten Herren durch die Darmstädter Burschenschaft Frisia)

### Königsberg
Siehe auch: Liste der Studentenverbindungen in Königsberg
- Grenzmannschaft Ostpreußen

## Bund deutscher Studenten
Am 4. Oktober 1953 wurde der Verband farbentragender Vereine deutscher Studenten gegründet, der sich 1960 in Bund deutscher Studenten (BdSt) umbenannte. In seinen Grundsätzen erklärte sich der BdSt ausdrücklich als Nachfolgeorganisation des WV. Abgelehnt wurde durch den BdSt allerdings die durch das Waidhofener Prinzip zum Ausdruck gekommene radikal-völkische und antisemitische Orientierung. Der Verband war farbentragend und lehnte die Bestimmungsmensur ab. Er gestattete aber die Besprechungsmensur, war also fakultativ schlagend. Als die Mitgliedsverbindung Asciburgia Mainz im Jahr 2004 beschloss, Ausländer und Frauen aufzunehmen, löste sich der BdSt auf.

### Mitglieder
- Günther Barnet (Sudetia Wien)
- Jörg Freunschlag (Sudetia Wien)
- Helmut Krünes (Sudetia Wien)

### Mitgliedsverbindungen

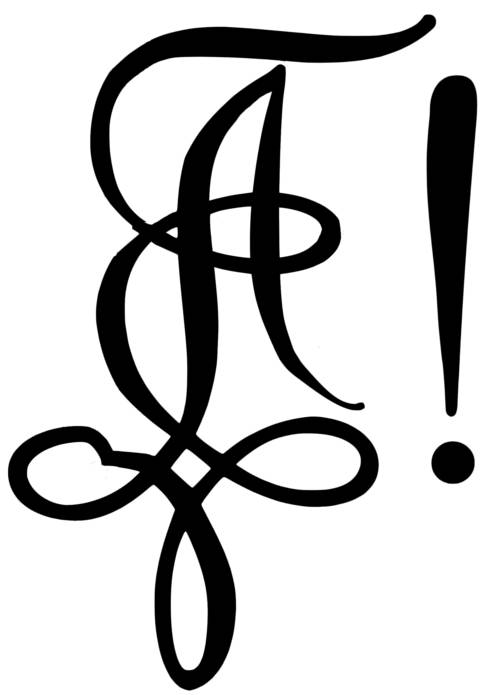
Asciburgia Mainz

- Verein deutscher Studenten Asciburgia zu Mainz ehem. Wien-Prag (ehem. WV)
- Verein deutscher Studenten Markomannen Regensburg und München (1962 fusioniert mit dem Altherrenverband des Vereins deutscher Studenten Sudeten Tetschen-Liebwerd, s. oben WV in Prag)
- Landsmannschaft Masovia Nürnberg
- Bund deutscher Studenten Saxonia Prag zu Nürnberg (ehem. WV)
- Verein Deutscher Studenten Sudetia Brünn zu Wien und München (ehem. WV)
- Akademische Landsmannschaft Suevia Augsburg
- Akademische Verbindung Tauriska Graz (ehem. WV)
- Sudetendeutsche Akademische Landsmannschaft Zornstein Leoben